# Floyd Hill
Floyd Hill – jednostka osadnicza w Stanach Zjednoczonych, w stanie Kolorado, w hrabstwie Clear Creek.